# 抱銀貂的女子
《抱银鼠的女子》（又譯作《抱銀貂的女子》）由意大利画家列奥纳多·达·芬奇在供职于米兰公爵卢多维科·斯福尔扎期间于1489–1491年创作完成，是其四幅有关女性的作品中的一幅（其余三幅分别为《蒙娜丽莎》、《吉內薇拉·班琪》和《美麗的費隆妮葉夫人》），该画目前收藏于波兰克拉科夫的恰尔托雷斯基博物馆。
作品中的女子是米兰公爵卢多维科·斯福尔扎的情妇切奇利娅·加莱拉尼。
2014年9月，法国工程师帕斯卡·科特通过技术手段發現，达芬奇创作此画的过程中进行了两次修改。最初的版本里女子手中没有银鼠。随后，达芬奇在人物手中加上了一只小而灰的银鼠，最后，他把银鼠改成了现在的样子。

## 流行文化
据说此画在1798年由札托里斯基家族从義大利買下，1939年二战期间德軍入侵，此畫遭德軍劫掠，爾後被掛在納粹將領汉斯·法郎克辦公室内。波兰电影《盗走达芬奇》即以此画為主题。

## 文化背景与象征意义
这幅画一般被称为《抱鼠女子》。是达芬奇在木板上所作。画中的人已被确认为切奇利娅·加莱拉尼 ，是米兰公爵卢多维科·斯福尔扎的情妇。在作画之时，切奇利娅大约16岁。她来自一个既不富有也不高贵的大家族，她的父亲供职于公爵的宫廷。切奇利娅因为她的美丽，学识和才情而众所周知。